# Europese kampioenschappen judo 1981 (vrouwen)
De Europese kampioenschappen judo 1981 werden van 27 tot en met 29 maart 1981 gehouden in Madrid, Spanje. 

## Resultaten
| Gewichtsklasse | Goud              | Zilver                | Brons                                 |
| -------------- | ----------------- | --------------------- | ------------------------------------- |
| – 48 kg        | Birgit Friedrich  | Anna De Novellis      | Karen Briggs Veronika Angelovic Nagy  |
| – 52 kg        | Edith Hrovat      | Loretta Doyle         | Erika van Weyen Sacramento Moyano     |
| – 56 kg        | Gerda Winklbauer  | Andrea Hilger-Solbach | Laura Zimbaro Liesbeth Beeks          |
| – 61 kg        | Ann Hughes        | Laura Di Toma         | Ingrid Berg Martine Rottier           |
| – 66 kg        | Marie-France Mill | Alexandra Schreiber   | Agneta Andersson Edith Simon          |
| – 72 kg        | Jocelyne Triadou  | Barbara Claßen        | Ingrid Berghmans Karin Posch          |
| + 72 kg        | Margherita De Cal | Christiane Kieburg    | Véronique Vigneron Marjolein van Unen |
| Open           | Barbara Claßen    | Ingrid Berghmans      | Marjolein van Unen Maria Teresa Motta |

## Medailleklassement
| Plaats | Land                     | Goud | Zilver | Brons | Totaal |
| 1      | Bondsrepubliek Duitsland | 2    | 4      | 1     | 7      |
| 2      | Oostenrijk               | 2    | –      | 2     | 4      |
| 3      | Italië                   | 1    | 2      | 2     | 5      |
| 4      | België                   | 1    | 1      | 1     | 3      |
| 4      | Verenigd Koninkrijk      | 1    | 1      | 1     | 3      |
| 6      | Frankrijk                | 1    | –      | 2     | 3      |
| 7      | Nederland                | –    | –      | 4     | 4      |
| 8      | Joegoslavië              | –    | –      | 1     | 1      |
| 8      | Zweden                   | –    | –      | 1     | 1      |
| 8      | Spanje                   | –    | –      | 1     | 1      |
|        | Totaal                   | 8    | 8      | 16    | 32     |